# Sklandrausis
Sklandrausis (livisk: sūrkak) er en traditionel ret fra det lettiske køkken, som er af livisk oprindelse, men som i dag anses for at være en egnsret fra Kurland. Den består af en sød tærte fremstillet af rugdej med kartoffel- og gulerodsfyld krydret med kommen. I 2011 indleverede en lettisk virksomhed ansøgning om beskyttet oprindelsesbetegnelse til EU.